# 胰岛素样生长因子1受体
胰岛素样生长因子1受体（英語：insulin-like growth factor 1 receptor，IGF-1R）是人类细胞表面发现的蛋白质，是激素胰岛素样生长因子1（IGF-1）的细胞表面受体，属于酪氨酸激酶受体家族。其高亲和力配体IGF-1，是一种在分子结构上与多肽类激素胰岛素类似的激素，在生长发育和成人的合成代谢中有重要作用，可引起骨骼肌或其他组织的过度增殖。此外，IGF-1R对胰岛素和IGF-2也有较低的亲和力。完全缺失IGF-1受体的小鼠会在生长发育到一定阶段时死亡，并伴随有体重急剧下降，带有单个IGF-1R等位基因缺失的小鼠仍能正常发育，但存在约15%的体重减少，这表明了此受体强烈的生长促进作用。

## 结构

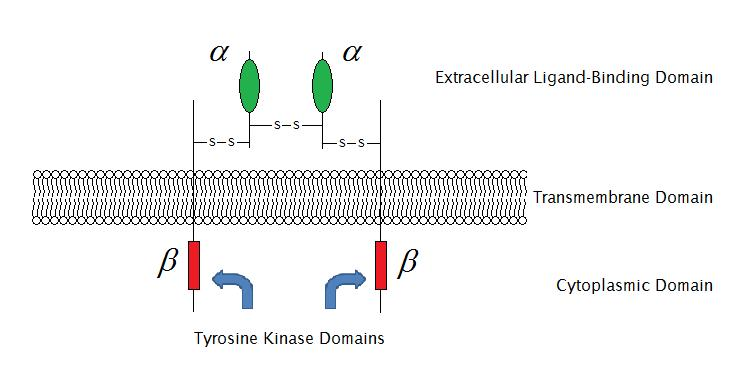
IGF-1R的结构

两个α亚基和两个β组成了一整个的IGF-1受体。单个α和β亚基都是从一条mRNA前体翻译而来，翻译出的蛋白质前体会经历糖基化、蛋白酶解与分子内或分子间的二硫键生成，形成由两条α与两条β肽链形成的跨膜蛋白。如左图所示，α链位于细胞外，通过二硫键与β链和另一个α链连接，β链跨过细胞膜，与胞内的信号转导有关。完整的IGF-1R的分子量约有320kDa。这一受体所在的蛋白质家族还包括了胰岛素受体和胰岛素样生长因子2受体（IGF-2R）以及一些IGF结合蛋白。
IGF-1R和胰岛素受体有60%的同源性，且胞内都有一个ATP结合位点，参与酪氨酸的自我磷酸化。酪氨酸残基1161、1165和1166及邻近的自我磷酸化结构被称为IGF1R的酪氨酸激酶结构域（tyrosine kinase domain）。
在于对应配体结合后，α链会诱导β的酪氨酸发生自我磷酸化。这一磷酸化事件会触发下游一系列的信号通路，不同细胞会有所不同，但通常和细胞的生存与增值有关。

## 相互作用
胰岛素样生长因子1受体可与下列蛋白质相互作用：
- ARHGEF12,[12]
- C-src tyrosine kinase,[13]
- Cbl gene,[14]
- EHD1,[15]
- GRB10,[16][17][18][19]
- IRS1,[20][17][21]
- Mdm2,[14]
- NEDD4,[16][14]
- PIK3R3,[22]
- PTPN11,[20][23]
- RAS p21 protein activator 1,[23]
- SHC1[17][21][24]
- SOCS2,[25]
- SOCS3,[26]
- YWHAE.[27]

## 调控
已有报道的是IGF1R的表达水平受microRNAmiR-7负调控。

## 延伸阅读
- Benito M, Valverde AM, Lorenzo M. . Int. J. Biochem. Cell Biol. 1996, 28 (5): 499–510. PMID 8697095. doi:10.1016/1357-2725(95)00168-9.
- Butler AA, Yakar S, Gewolb IH, Karas M, Okubo Y, LeRoith D. . Comp. Biochem. Physiol. B, Biochem. Mol. Biol. 1999, 121 (1): 19–26. PMID 9972281. doi:10.1016/S0305-0491(98)10106-2.
- Zhang X, Yee D. . Breast Cancer Res. 2001, 2 (3): 170–5. PMC 138771 . PMID 11250706. doi:10.1186/bcr50.
- Gross JM, Yee D. . Cancer Metastasis Rev. 2004, 22 (4): 327–36. PMID 12884909. doi:10.1023/A:1023720928680.
- Adams TE, McKern NM, Ward CW. . Growth Factors. 2005, 22 (2): 89–95. PMID 15253384. doi:10.1080/08977190410001700998.
- Surmacz E, Bartucci M. . J. Exp. Clin. Cancer Res. 2005, 23 (3): 385–94. PMID 15595626.
- Wood AW, Duan C, Bern HA. . Int. Rev. Cytol. International Review of Cytology. 2005, 243: 215–85. ISBN 9780123646477. PMID 15797461. doi:10.1016/S0074-7696(05)43004-1.
- Sarfstein R, Maor S, Reizner N, Abramovitch S, Werner H. . Mol. Cell. Endocrinol. 2006, 252 (1–2): 241–6. PMID 16647191. doi:10.1016/j.mce.2006.03.018.